# 岳美中
岳美中（1900年—1982年），原名鍾秀，號鋤雲，河北省灤南縣人，畢生致力於中醫學的推廣及教育工作，為現代著名中醫學家。

## 生平
岳美中八歲進私塾讀書，十七歲考上灤縣師範講習所，任小學教員。1925年，準備赴清華國學研究所入學考試，因勞成疾，肺病咯血，學校沒有考取，教師工作也被辭退。但在此時對中醫產生興趣，閱讀《醫學衷中參西錄》、《湯頭歌訣》等書，自己服藥療養，病至痊癒。此後就開始自修中醫，在家鄉開設鋤雲醫社，為人治病。
1935年，任職山東荷澤縣中醫部主任，參加陸淵雷開設的中醫函授課程，開始深入研究經方，並開始撰寫文章，介紹中醫。1946年，至北京參加考試，取得中醫執照。
中華人民共和國建立後，出任唐山市中醫公會主任。1953年，與李振三起草振興中醫學的萬言報告，上呈國務院。
1970年之後，負責毛泽东、周恩来、叶剑英等中央領導人的保健工作，並曾為胡志明、崔庸健等人治病。
晚年曾任第五届全国人大常委会委员，担任全国政协委员会医药卫生组副组长，国家科委中医专业组成员，卫生部科委委员，中华医学会副会长，中华全国中医学会副会长，中国中西医结合研究会顾问，中医古籍出版社顾问，中国中医研究院学术委员会名誉委员，中国中医研究院研究生班主任，中国中医研究院西苑医院内科主任、教授等职务。

## 著作
著有《岳美中醫學文集》。

## 外部連結
- 著名中医学家－－岳美中[]